# Caçarilhe e Infesta
Caçarilhe e Infesta (oficialmente: União das Freguesias de Caçarilhe e Infesta) é uma freguesia portuguesa do município de Celorico de Basto, com 11,48 km² de área e 510 habitantes (censo de 2021). A sua densidade populacional é 44,4 hab./km².

## História
Foi constituída em 2013, no âmbito de uma reforma administrativa nacional, pela agregação das antigas freguesias de Caçarilhe e Infesta e tem a sede em Caçarilhe.

## Demografia
A população registada nos censos foi:
| Distribuição da População por Grupos Etários | Distribuição da População por Grupos Etários | Distribuição da População por Grupos Etários | Distribuição da População por Grupos Etários | Distribuição da População por Grupos Etários | Distribuição da População por Grupos Etários |
| -------------------------------------------- | -------------------------------------------- | -------------------------------------------- | -------------------------------------------- | -------------------------------------------- | -------------------------------------------- |
| Antes da agregação                           |                                              |                                              |                                              |                                              |                                              |
| Ano                                          | 0-14 anos                                    | 15-24 anos                                   | 25-64 anos                                   | >= 65 anos                                   | Total                                        |
| 2001                                         | 175                                          | 116                                          | 323                                          | 157                                          | 771                                          |
| 2011                                         | 100                                          | 96                                           | 404                                          | 158                                          | 758                                          |
| Após a agregação                             |                                              |                                              |                                              |                                              |                                              |
| Ano                                          | 0-14 anos                                    | 15-24 anos                                   | 25-64 anos                                   | >= 65 anos                                   | Total                                        |
| 2021                                         | 47                                           | 59                                           | 257                                          | 147                                          | 510                                          |